# Tăurile Custurii
Tăurile Custurii sunt două lacuri glaciare învecinate situate în Parcul Național Retezat din Munții Retezat (Carpații Meridionali, România), în căldarea Vârfului Custura (2475 m).
Tăul Mare al Custurii se află la altitudinea de 2226 m, are o suprafață de 2,78 hectare și o adâncime de nouă metri. Tăul Mic al Custurii se află la altitudinea de 2210 m, suprafața este de 0,77 ha și are o adâncime de 7,3 m. Apele Tăului Mare ajung în Tăul Mic, iar pârâul acestuia, unindu-se și cu alte pârâiașe, formează Cascada Ciumfu Mare, după care în aval devine izvorul principal al Râului Bărbat.